# 日本福祉放送
日本福祉放送（にっぽんふくしほうそう）は、社会福祉法人視覚障害者文化振興協会（しかくしょうがいしゃぶんかしんこうきょうかい）が運営する日本で唯一の視覚障害者向けのラジオ放送局である。略称はJBS（Japan Broadcasting Service For Persons With Visual Impairment）。スタジオは、大阪市都島区網島町に置く。

## 沿革
1977年9月、任意団体視覚障害者文化振興協会が設立され、その11年後の1988年に視覚障碍者向けの放送サービス「盲人放送サービス・ふれあい音友」を開局する。1991年、厚生大臣より社会福祉法人としての認可を受け、またこの年、日本船舶振興会の助成を受けて、スタジオ・放送機器の整備が行われる。
1992年、放送事業者名を「日本福祉放送」と改める。
1996年3月、ケーブルテレビ局に向けた通信衛星による音声ラジオ放送を開始。1997年にパーフェクTV（現・スカパー!プレミアムサービス）を利用した音声ラジオ放送（3月）、ディレクTVを利用したテレビ番組（12月）の配信を開始（1998年6月、テレビ事業を委託放送事業者に移管）。2001年、視覚障害者専用のラジオ放送が認められ、「日本ITU賞・ユニバーサルアクセシビリティー賞」を受賞。2003年、インターネットラジオ配信開始。
2023年現在、毎日8:00から24:00まで放送。定時番組はすべて月曜から日曜まで同じ時間に放送されている。また1週から2週おきに内容を更新する番組もある。

## 受信できるメディア
1. インターネットラジオ
2. USENを利用した有線放送（有料）
3. サウンドプラネット（通信衛星を利用したUSENのチャンネル K-08、有料）

※このほかにスカパー!、ディレクTV向けの放送があったが、現在は廃止されている。

## 放送されている番組
- 今日の朝刊（朝日、読売、日経、産経の記事音訳、月曜 - 日曜 13:00 - 14:00 / 同 18:00 - 19:00）
- 今日の読売新聞提供：光と愛の事業団（月曜 - 日曜 16:00 - 16:20 / 同 20:40 - 21:00)
- 今日の新聞（朝日、読売、日経、産経のくらし、文化、スポーツ、その他の記事音訳、2022年現在『今日の朝刊』に吸収され休止）
- 朝日新聞グローブ（同上）(2014年12月休止)
- ドラマーの鍋島敏明と岸川美好さんのトーク番組　『ドラマーの鍋ちゃんと岸川美好のわくわくラジオ』２週に１回更新（月曜- 日曜 15:00 - 15:30 / 同 20:00 - 20:30)
- 増田太郎のミュージックシュタイン（休止）
- 六点漢字入門講座　(講師の長谷川貞夫氏、2020年11月休止)
- 読書欄（月曜 - 金曜 10:00 - 10:30 / 同 14:00 - 14:30)
- IT情報アップデート（青山金春氏、月曜 - 日曜 10:30 - 11:30 / 同 14:30 - 15:30）２週に１回更新
- 心のうた　(安永郁子さんとスノーエンジェル、月曜 - 日曜 8:00 - 8:30 / 同 17:30 - 18:00)
- 新刊ラジオ　(月曜 - 日曜 15:30 - 15:45、15:45 - 15:00 / 同 19:00 - 19:15, 19:15 - 19:30)
- 山口・竹田の時々役立ちラジオ（2020年8月開始　月曜 - 日曜 12:00 - 12:40　/ 同 16:50 - 17:30）
- らくらく生活物語（月曜 - 日曜 9:30 - 10:30)
- このほか、定時番組が放送されない時間帯にはBGMを流している